# Ihr erstes Rendezvous (1955)
Ihr erstes Rendezvous ist ein deutsch-österreichischer Spielfilm in Farbe aus dem Jahr 1955. Regie führte Axel von Ambesser. Die Hauptrollen waren mit Nicole Heesters, Adrian Hoven, Paul Dahlke und Karl Schönböck besetzt. Das Drehbuch verfasste Max Colpet zusammen mit dem Regisseur. Bei dem Streifen handelt es sich um das Remake des gleichnamigen französischen Films von 1941 (Originaltitel „Premier rendez-vous“), wobei hier die Handlung ins Salzburger Milieu und in die 1950er Jahre verlegt wurde. In der Bundesrepublik Deutschland kam der Streifen das erste Mal am 25. August 1955 in die Kinos.

## Handlung
Die 17-jährige Christa ist bisher nicht besonders vom Glück verwöhnt worden. Aufgewachsen im Waisenhaus, träumt die Pubertierende von einem Mann, der sie liebt. Auf eine Zeitungsannonce hin beginnt sie, mit einem Unbekannten einen Schriftverkehr zu führen. Mit Hilfe ihrer Freundin Erika, die das Waisenhaus verlassen durfte, um eine Lehrstelle anzutreten, soll sie jetzt ihren umschwärmten Briefpartner endlich persönlich kennen lernen. Es handelt sich um den Literaturprofessor Martin, der vom Alter her ihr Vater sein könnte. Aber nicht nur Christa ist von dem Treffen enttäuscht, auch der Fremde hat etwas anderes erwartet: eine reife Dame, mit der er seinen Lebensabend verbringen könnte. Geistesgegenwärtig schwindelt er dem Mädchen vor, er würde lediglich seinen Neffen Rolf vertreten, welcher ganz plötzlich verreisen musste. Nachdem Christa dem älteren Herrn aufgetischt hat, sie sei nur wegen dieses Rendezvous aus dem Waisenhaus geflohen, nimmt sie dieser mit in seine Internatswohnung, obwohl den Lehrern streng untersagt ist, in der Anstalt Frauen zu empfangen.
Als Rolf von seiner Reise zurückkehrt und nichts ahnend sein Zimmer betritt (er wohnt im Internat bei seinem Onkel), ist er völlig überrascht, dort ein fremdes Mädchen vorzufinden. Sofort verliebt er sich in sie. Die aber kehrt enttäuscht in das Waisenhaus zurück. Nach einigen Irrungen und Wirrungen, bei denen auch vier Schüler des Literaturprofessors mitmischen, nimmt Letzterer Christa an Kindes statt an. Als Geschenk übergibt er ihr ein Zeitungsblatt, auf dem ein Inserat rot umrandet ist: „Christa! Ich warte auf Dich. Bitte schreibe mir sofort. – Rolf. Postlagernd. Kennwort: Erstes Rendezvous.“

## Produktionsnotizen
Es handelt sich um eine deutsch-österreichische Gemeinschaftsproduktion der Melodie-Filmproduktion GmbH, Berlin, und der Donau-Filmproduktion, Wien. Die Dreharbeiten erfolgten in den Studios in Salzburg-Parsch. Die Außenaufnahmen entstanden in Salzburg und Umgebung sowie am Wolfgangsee. Die Filmmusik und das in dem Streifen gesungene Lied „Wenn wir heut‘ auseinandergeh’n“ wurde von Peter Kreuder komponiert und von Max Colpet in Gemeinschaft mit Aldo von Pinelli getextet. Julius von Borsody und Heinz Ockermüller schufen die Filmbauten. Gerdago steuerte die Kostüme bei.

## Kritik
Das Lexikon des internationalen Films bezeichnete den Streifen als eine „freundliche Schmunzelunterhaltung“.

## Quelle
- Programm zum Film: Illustrierte Film-Bühne, Verlag FILM-BÜHNE GmbH, München, Nr. 2896